# Desig de morir
"Desig de morir" (títol original en anglès "Death Wish") és el divuitè episodi de la segona temporada i el 34è del total de la sèrie de televisió de ciència-ficció estatunidenca Star Trek: Voyager. El guió va ser escrit per Michael Piller, i dirigit per James L. Conway.  L'episodi es va emetre a UPN el 19 de febrer de 1996.
Ambientada al segle XXIV, la sèrie segueix les aventures de la tripulació de la Flota Estel·lar i els Maquis de la nau estel·lar USS Voyager després de quedar encallats al Quadrant Delta a desenes de milers d’anys llum de distància de la resta de la Federació. L'episodi presenta un nou membre del Continu Q anomenat Quinn, i aparicions dels antics membres de Star Trek: La nova generació William Riker (Jonathan Frakes) i Q (John de Lancie).

## Argument
La Voyager es troba amb un cometa, dins del qual hi ha un únic ésser viu. Resulta ser un membre del Continu Q (més tard designat com a Quinn). Quinn agraeix a la tripulació de la Voyager per haver-lo alliberat del seu empresonament, després intenta suïcidar-se, tot i que sobreviu (vegeu paradoxa de l'omnipotència) i fa que tots els homes de la Voyager desapareguin.
El mateix Q apareix i acusa Quinn d'enviar humans al Quadrant Delta, on encara no pertanyien, i després s'adona que tots els homes han desaparegut i els retorna. Quinn sol·licita asil de la Federació Unida de Planetes a la Kathryn Janeway quan Q vol tornar a imposar la sentència d'empresonament del Continu Q. Q es riu de la sol·licitud d'asil, però Janeway decideix celebrar una audiència sobre la sol·licitud de Quinn. Q accepta de mala gana fer que Quinn sigui humà si se li concedeix asil. Durant tot l'episodi, intenta subornar la Janeway, afirmant que si ella falla en contra de la Quinn, enviarà la "Voyager" a casa; també s'insinua que està enamorat d'ella.
Durant l'audiència, Q cita testimonis per declarar contra el suïcidi de Quinn. Un altre Q defensa el sistema judicial del continu. Sir Isaac Newton afirma que estava assegut al costat de Quinn quan la poma li va colpejar el cap. Un altre testimoni, Maury Ginsberg, afirma que si Quinn no s'hagués ofert a portar-lo amb el seu jeep, mai hauria arribat a Woodstock, no hauria fet funcionar el sistema de so i no hauria conegut la seva futura esposa. Finalment, William Riker de l'USS Enterprise nega qualsevol afirmació d'haver conegut Quinn, fins que Q mostra a Riker que Quinn havia ajudat la seva família en el passat: com a soldat a la Guerra Civil Americana, Quinn va portar un oficial de la Unió ferit, el coronel Thaddeus Riker, de tornada des del front a un lloc segur, assegurant en última instància l'existència de Will Riker en el futur. Un cop conclòs el seu testimoni, Q envia Riker de tornada a l'Enterprise sense cap record de la seva trobada, i sense poder alertar la Flota Estel·lar sobre la situació a la Voyager.
L'argument de Quinn implica una representació del Continu Q com una carretera que s'estén al voltant de tot el planeta amb una parada de descans, una gasolinera i una botiga al camp, i alguns Q avorrits parats per allà. Quinn descriu la immortalitat com a avorrida. Q intenta ignorar-ho i fa un pobre intent de demostrar que els altres membres del continu són feliços, però Quinn confessa, per a sorpresa de Q, que va ser el comportament desenfrenat anterior de Q en un intent de fer la seva vida divertida (que va conduir als esdeveniments de "Ell déja Q") la motivació de les seves pròpies accions. Fa un discurs apassionat comparant el seu avorriment etern amb el patiment d'una malaltia biològica terminal per a la qual el suïcidi és l'única alliberació humana. Janeway queda clarament commoguda i accepta concedir-li asil. Complint la seva part del tracte a contracor, Q el fa humà. En aquest punt, Quinn tria el seu nom.
Mentre intenta decidir on assignar Quinn perquè no utilitzi els seus coneixements per evolucionar la humanitat de la nit al dia, Janeway i Chakotay reben un missatge del Doctor que diu que Quinn s'està morint després d'ingerir un verí rar, la cicuta Nogatch. Després d'adonar-se que el Doctor no tenia res del verí a mà i que l'ordinador no el podria replicar a causa de la seva naturalesa nociva, Q apareix i admet que va ser ell qui va donar el verí a Quinn: està assumint la rebel·lió de Quinn contra l'ordre seriós de Q.

## Actors convidats
- Raphael Sbarge – Michael Jonas
- Peter Dennis – Isaac Newton
- Maury Ginsberg – Maury Ginsberg
- John de Lancie – Q
- Jonathan Frakes – William Riker
- Gerrit Graham – Q2/Quinn

## Producció
Abans d'aquest episodi, havia rumors sobre una història de Q per a Star Trek: Voyager però era difícil incloure Q a la sèrie. Rick Berman, el més preocupat per això, va recordar: "Per molt que hàgim volgut Q a Voyager, portar-lo aquí ha estat complicat"."No volem donar la impressió que de totes les naus de la Flota Estel·lar, les úniques que Q visita són les que tenen sèries en antena". El productor executiu Michael Piller va concloure: "Tothom volia veure Q, però simplement no estàvem disposats a crear un episodi de Q. Sabíem que podia anar a qualsevol lloc de l'univers, però havíem de tenir una història que ho justifiqués". John De Lancie fou inclòs a l’episodi després que Kate Mulgrew s'hagués esforçat per involucrar-lo a la sèrie.

## Recepció
El 2012, Den of Geek va classificar això com una menció honorífica com a candidat per al seu rànquing dels deu millors episodis de Star Trek: Voyager. El 2017, Den of Geek va classificar l'actor Gerrit Graham com el personatge que apareix en aquest episodi, Quinn, com la millor estrella convidada de Star Trek: Voyager.
Jamahl Epsicokhan va considerar a "Jammer's Reviews" que "Desig de morir triga una mica a esbrinar cap a on va, però un cop ho fa, és un espectacle excel·lent, tret d'alguns elements poc inspirats que utilitza per arribar-hi".